# Бакумовець-Баков Андрій Степанович
Бакумовець-Баков Андрій Степанович – український військовий діяч у Владивостоці. У 1919 році був козаком Українського Далекосхіднього Ново-Запорізького куреня вільного козацтва. Після розформування куреня був призначений до військово-інструкторської школи на острові Руському, де займався підпільною діяльністю. Під час антирозанівського перевороту у Владивостоці 31 січня 1920 року був обраний головою Морського Військово-революційного штабу. На цій посаді зробив багато для української справи, зокрема надав українцям 2-й поверх будинку Морського штабу, де деякий час розташовувалися українські організації.